# Luca Netz
Luca Netz (* 15. Mai 2003 in Berlin-Buch) ist ein deutscher Fußballspieler. Er ist variabel auf der linken Außenbahn einsetzbar, steht bei Borussia Mönchengladbach unter Vertrag und ist Nachwuchsnationalspieler.

## Karriere

### Verein
Netz begann mit dem Fußballspielen beim FSV Bernau im brandenburgischen Bernau bei Berlin und wechselte 2010 in das Nachwuchsleistungszentrum von Hertha BSC. Bereits in der Saison 2017/18 spielte der Linksverteidiger, der noch für die C-Junioren (U15) spielberechtigt gewesen wäre, mit den B1-Junioren (U17) in der B-Junioren-Bundesliga. In der Saison 2018/19 spielte er regulär in der U17, kam er bereits einmal für die A-Junioren (U19) in der UEFA Youth League zum Einsatz. Zur Saison 2019/20 rückte Netz erneut ein Jahr früher in die nächste Altersklasse auf und etablierte sich bei der U19 als Stammspieler in der A-Junioren-Bundesliga. Am 29. Spieltag stand der gerade 17 Jahre alt gewordene Netz unter Bruno Labbadia im Spieltagskader der Bundesligamannschaft, wurde jedoch nicht eingewechselt. Wenige Tage später zog er sich im Training einen Mittelfußbruch zu und fiel bis zum Saisonende aus. Für seine Leistungen wurde Netz im August 2020 hinter Florian Wirtz und Torben Rhein mit der bronzenen Fritz-Walter-Medaille in der Altersklasse U17 ausgezeichnet.
Zur Saison 2020/21 rückte Netz, der auch noch zwei Spielzeiten in der U19 spielberechtigt wäre, fest in den Profikader auf. Hinter Marvin Plattenhardt und Maximilian Mittelstädt war er auf der Linksverteidigerposition die dritte Wahl. Daher sammelte Netz zunächst Spielpraxis in der zweiten Mannschaft in der viertklassigen Regionalliga Nordost. Am 2. Januar 2021 debütierte Netz unter Labbadia in der Bundesliga, als er beim 3:0-Sieg gegen den FC Schalke 04 kurz vor dem Spielende eingewechselt wurde. Er wurde damit im Alter von 17 Jahren und 232 Tagen hinter Lennart Hartmann (2008; 17 Jahre, 136 Tage) der zweitjüngste Spieler in der Bundesligageschichte von Hertha BSC. Am 13. Februar 2021 erzielte der Linksverteidiger unter dem neuen Cheftrainer Pál Dárdai beim 1:1-Unentschieden gegen den VfB Stuttgart in seinem siebten Einsatz im Alter von 17 Jahren und 274 Tagen sein erstes Bundesligator und löste damit Kevin-Prince Boateng als jüngsten Bundesligatorschützen der Vereinsgeschichte ab. Netz absolvierte insgesamt 11 Bundesligaspiele, ehe er sich Ende März 2021 erneut einen Mittelfußbruch zuzog, operiert werden musste und bis zum Saisonende ausfiel.

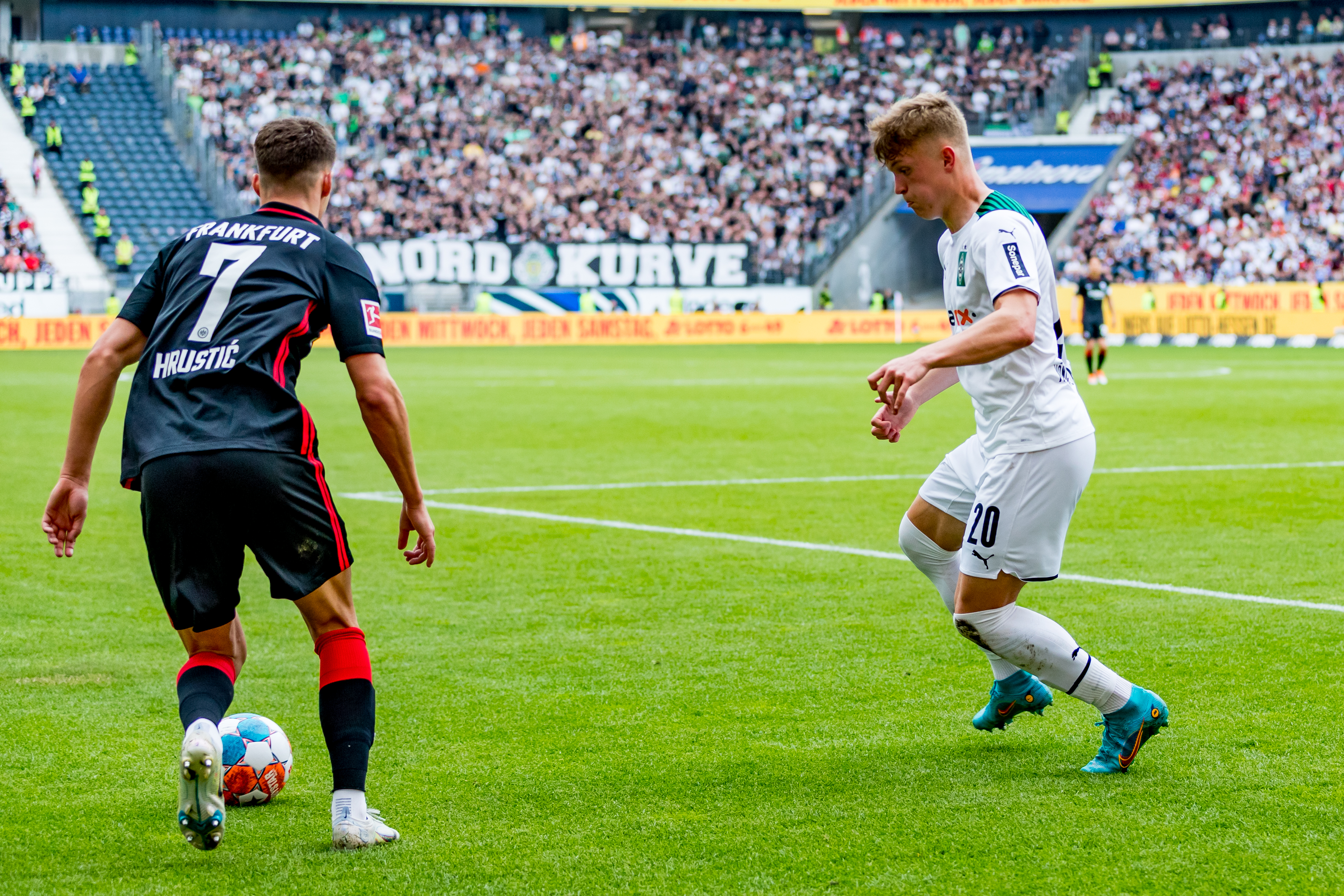
Luca Netz (rechts) im Mai 2022 gegen Eintracht Frankfurt, links im Bild Ajdin Hrustić

Zur Spielzeit 2021/22 wechselte er zu Borussia Mönchengladbach. Am 21. August 2021 debütierte er im Spiel gegen Bayer 04 Leverkusen nach einer Einwechselung in der 63. Spielminute. Am 27. Mai 2023 erzielte Luca Netz am 34. Spieltag der Saison 2022/23 im Spiel gegen den FC Augsburg sein erstes Bundesliga-Tor für Borussia Mönchengladbach.

### Nationalmannschaft
Netz absolvierte im Mai 2018 zwei Partien für die deutsche U15-Nationalmannschaft. Von September 2018 bis Februar 2020 war er in der U17-Auswahl aktiv, mit der er an der Europameisterschaft 2019 in Irland teilnahm. Netz wurde für den Kader der U21-Nationalmannschaft für die U-21-Fußball-Europameisterschaft 2023 in Rumänien und Georgien nominiert.